# Qasim Amin
Qasim Amin (1. prosince 1863, Tura – 22. dubna 1908) byl egyptský právník, spisovatel a průkopník feminismu v Egyptě. Práva vystudoval ve Francii a po návratu do vlasti v roce 1885 zastával různé funkce, i u káhirského národního soudu. I přes četné oponenty podporoval práva žen argumentací, že islám jejich útlak nehlásá. Mimo jiné byl spoluzakladatelem Egyptské univerzity.

## Dílo
- Egypťané
- Nová žena
- Osvobození žen